# Liste d'idiotismes chromatiques en français
La langue française comprend de nombreux idiotismes chromatiques (des idiotismes utilisant les couleurs), dont un certain nombre sont mentionnés ci-dessous.

## Idiotismes aveccouleur(s)lui-même
- « en voir de toutes les couleurs » : subir de dures épreuves.
- « ne jamais en avoir vu la couleur  » : ne pas obtenir la chose promise, être privé de quelque chose
- « couleur locale » : se dit d'un paysage, d'un vêtement, d'un comportement... très caractéristique d'un pays, d'une région, d'une ville...
- « sous couleur de » : sous prétexte de
- « annoncer la couleur » : dire clairement ses intentions
- « prendre des couleurs »  : bronzer

## Blanc
- « donner carte blanche (à...) » : laisser l'initiative, donner toute latitude à quelqu'un.
- « être blanc comme neige » : être innocent.
- « être blanc comme un linge » : avoir le teint pâle ; consécutivement à une grande frayeur ou une maladie.
- « bonnet blanc et blanc bonnet » : la même chose ; se dit de deux situations totalement équivalentes.
- « se faire des cheveux blancs » : s'inquiéter, s'affoler, se faire de gros soucis.
- « cousu de fil blanc » : fait avec de grosses astuces ; énigme sans imagination.
- « saigner à blanc » : épuiser toutes les ressources vitales.
- « montrer patte blanche » : prouver son identité, démontrer sa bonne foi.
- « faire chou blanc » : subir un échec, échouer.
- « passer une nuit blanche » : ne pas dormir de la nuit
- « être connu comme le loup blanc » : être très célèbre ou très connu dans un domaine

## Bleu
- « un bleu » :  un débutant.
- « se faire un bleu » : se faire une ecchymose.
- « fleur bleue » : sentimental, romantique.
- « une peur bleue » : une peur terrible.
- « un steak bleu » : à peine cuit, très saignant.
- « sang bleu » : sang noble.
- « n'y voir que du bleu » : ne pas se rendre compte de quelque chose, ne pas comprendre la situation.
- « avoir des bleus à l'âme/avoir du bleu au cœur » : être mélancolique, être triste.
- « être bleu / en resté bleu » : être figé d'étonnement, être stupéfait.

## Gris
- « gris » : éméché
- « faire grise mine » : réserver à quelqu'un un mauvais accueil
- « se faire des cheveux gris/blancs » : se faire du souci.
- « la nuit, tous les chats sont gris » : la nuit supprime les différences entre les personnes; dans certaines situations on n'a pas à craindre de se faire repérer.
- « avoir la grise » : avoir le cafard, le spleen, être triste

## Jaune
- « un jaune » : salarié qui refuse de participer à une grève de sa corporation ou de son entreprise (péjoratif).
- « un jaune » : un apéritif anisé, un pastis.
- « rire jaune » : rire à contrecœur, sans en avoir envie, parce qu'on est en réalité dépité de ce que l'on vient d'entendre ou de voir.
- « être jaune de jalousie  » : éprouver une très forte jalousie

## Marron
- « avocat marron » : avocat véreux ne respectant pas la déontologie de son ordre.
- « être marron » : s'être fait avoir par quelqu'un

## Noir
- « broyer du noir » : être déprimé.
- « avoir des idées noires » : être déprimé, avoir des pensées suicidaires.
- « gueules noires » : les mineurs, les conducteurs de train (du temps des locomotives à vapeur).
- « travail au noir » : travail clandestin, informel, non déclaré.
- « marché noir » : marché clandestin.
- « noir de monde » : se dit d'un lieu où la foule s'entasse.
- « liste noire » : ensemble de personnes qui sont exclues de l’accès à un emploi, une fonction, un lieu...
- « série noire » : suite de catastrophes.
- « mettre noir sur blanc » : mettre par écrit.
- « mouton noir » : personne qui sort de la norme, avec une connotation péjorative.
- « loup noir » : personne différente qui est tenue à l'écart
- « être dans le noir / être dans le noir le plus complet » : ne rien comprendre, ne plus s'y retrouver
- « faire un tableau noir de la situation » : présenter une situation comme mauvaise
- « tous voir en noir » : ne voir que les aspects négatifs d'une situation (et ne pas percevoir les aspects positifs)
- « avoir un œil au beurre noir » : avoir un œil entouré d'une ecchymose dû à un coup
- « diamant noir » : diamant de couleur noire ou Truffe noire

## Blanc + Noir
- « aller du blanc au noir » : passer d'une opinion à l'opinion contraire, passer d'une extrémité à une autre extrémité
- « dire blanc et noir / dire tantôt blanc, tantôt noir » : dire tout et son contraire, ne pas prendre parti ou changer constamment d'avis

## Rose
- « voir la vie en rose » : ne considérer que le bon côté des choses, être très (trop) optimiste.

## Rouge
- « voir rouge » : se mettre très en colère
- « être dans le rouge » : atteindre un niveau d'alerte (cfr infra); avoir une comptabilité déficitaire.
- « tirer à boulet(s) rouge(s) » : s'en prendre verbalement à une personne, une situation, une idée avec une grande violence.
- « alerte rouge » : alerte maximum, signalant un danger imminent auquel il est impératif de faire face.
- « lanterne rouge » : dernier d'une course cycliste, dernier d'un groupe de concurrents en général.
- « gros rouge qui tache (plus rare) » : piquette
- « petit rouge » : verre de vin rouge
- « liste rouge » : liste contenant des informations sensibles. Liste de numéros de téléphone non-diffusés dans l'annuaire. Liste d'espèces vulnérables ou en voie de disparition.

## Vert
- « être vert » : avoir un sentiment de déception, voire d'injustice (être dégoûté)
- « avoir la main verte » : être bon en jardinage
- « le billet vert » : le dollar (qui est effectivement de couleur verte)
- « se mettre au vert » : aller se reposer dans un endroit tranquille, à la campagne, prendre des vacances.
- « en voir des vertes et des pas mûres » : subir des épreuves très difficiles.
- « donner le feu vert à quelqu'un » : l'autoriser à entreprendre un projet.
- « chou vert et vert chou » : la même chose ; se dit de deux situations totalement équivalentes (expression belge)
- « les petits hommes verts » : les extraterrestres (d'après la littérature de science-fiction, notamment les martiens)

- « les vertes années, un vieillard encore vert » : être en pleine forme.

- « mettre un animal au vert » : le nourrir de produits frais, naturels.

- « avoir le feu vert » : être autorisé à…

- « recevoir une volée de bois vert » : recevoir une série de coups violents (le bois vert fait plus mal que le bois sec).

- « la langue verte » désigne le fait de parler crûment. D'où l'adverbe vertement au sens de rudement : critiquer, engueuler vertement.

- « penser vert » : penser à l'environnement

- « être vert de jalousie ou vert de rage » : ressentir un sentiment violent de jalousie ou de rage envers quelqu'un

## Violet
- « billet violet » : le billet de cinq-cent euros, qui est effectivement violet.